# Cymothoe pareensis
Cymothoe pareensis är en fjärilsart som beskrevs av Arthur Rydon 1996. Cymothoe pareensis ingår i släktet Cymothoe och familjen praktfjärilar. Inga underarter finns listade i Catalogue of Life.